# Ondje gdje vlada tišina
Ondje gdje vlada tišina (eng. Where Silence has Lease) druga je epizoda druge sezone američke znanstveno-fantastične serije Zvjezdane staze: Nova generacija

## Radnja
Na putu prema Morgana sektoru, Enterprise je progutan u misterioznu "rupu" koja ne posjeduje nikakve dimenzije, energiju ili tvari. Kapetan Picard je zbunjen ovom misterioznom pojavom koja se ne može izmjeriti ili definirati ljudskim pojmovima, te se posada našla u zamci, koja po njihovim standardima, uopće ne postoji.

U nemogućnosti da pobjegnu iz snažne rupe, Riker i Worf odluče istražiti napušteni brod koji je također zarobljen u rupi. Na brodu, časnici dožive nekoliko neobjašnjivih incidenata, ali se sigurno vrate na Enterprise.
Posada se potom suoči s ogromnim ljudskim okom koje gleda u njih kroz glavni ekran. Biće, koje sebe naziva Nagilum, objašnjava da koristi Enterprise kao eksperiment u kojem proučava ljudski život - točnije, mnoge načine kako čovjek može umrijeti. Želeći vidjeti smrt u svim oblicima, Nagilum planira iskoristiti jednu trećinu do jednu polovinu posade kao zamorce za svoj eksperiment.

Ne želeći stajati i gledati svoju posadu kako biva masakrirana, Picard donese jednu od najtežih odluka u svojoj karijeri. Uz Rikerovu pomoć, Picard pokrene slijed za samouništenje broda - za dvadeset minuta Enterprise i njegova posada će biti uništeni.
Kako vrijeme polako prolazi, Troi, Data i Geordi mole Picarda da ne uništi brod, ističući uzaludnost ubijanja svih na brodu iz prkosa prema Nagilumu. Dok Picard razmišlja da li Nagilum blefira, Enterprise iznenada biva oslobođen iz crne "rupe" te kapetan uspije poništiti slijed za samouništenje samo dvije sekunde prije eksplozije.

Nagilum kaže Picardu da je dovoljno promatrao posadu kako se sprema umrijeti te da je dovoljno shvatio ljudsku narav. Na kraju, Picard ističe da posjeduju još jednu karakteristiku: Radoznalost.

## Vanjske poveznice
- Ondje gdje vlada tišina na startrek.com  Arhivirana inačica izvorne stranice od 1. kolovoza 2009. (Wayback Machine)